# Chet Baker in Milan
| Recensione | Giudizio |
| ---------- | -------- |
| AllMusic   |          |

Chet Baker in Milan è un album in studio del trombettista jazz statunitense Chet Baker, pubblicato dall'etichetta discografica Jazzland Records nel maggio del 1960.

## Tracce

### LP
Lato A
1. Lady Bird – 4:44 (musica: Tadd Dameron) – Registrato il 25 settembre 1959
2. Cheryl Blues – 4:58 (musica: Charlie Parker) – Registrato il 26 settembre 1959
3. Tune Up – 5:17 (musica: Miles Davis) – Registrato il 26 settembre 1959
4. Line for Lyons – 7:45 (musica: Gerry Mulligan) – Registrato il 26 settembre 1959

Lato B
1. Pent Up House – 4:59 (musica: Sonny Rollins) – Registrato il 6 ottobre 1959
2. Look for the Silver Lining – 4:33 (testo: Buddy DeSylva – musica: Jerome Kern) – Registrato il 6 ottobre 1959
3. Indian Summer – 5:13 (musica: Victor Herbert) – Registrato il 6 ottobre 1959
4. My Old Flame – 4:56 (testo: Sam Coslow – musica: Arthur Johnston) – Registrato il 6 ottobre 1959

- Durata brani (non accreditati sull'album originale), ricavati dal CD pubblicato nel 1989 dalla Original Jazz Classics (OJC-370)

## Musicisti
- Chet Baker – tromba
- Glauco Masetti – sassofono alto (eccetto nei brani: Indian Summere My Old Flame)
- Gianni Basso – sassofono tenore (eccetto nei brani: Indian Summere My Old Flame)
- Renato Sellani – pianoforte
- Franco Cerri (accreditato in copertina come Franco Serri) – contrabbasso
- Gene Victory – batteria
- Giulio Libano – arrangiamenti[3]

Note aggiuntive
- Orrin Keepnews – produttore
- Paul Bacon, Ken Braren, Harris Lewine – desin copertina album originale
- Lawrence N. Shustak – foto retrocopertina album originale
- Peter Drew – note retrocopertina album originale[4]